# Michiel Hazewinkel
Michiel Hazewinkel, né le 22 juin 1943 à Amsterdam, est un mathématicien néerlandais, professeur émérite de mathématiques au Centrum voor Wiskunde en Informatica et à l'université d'Amsterdam, spécialiste  d'algèbre et mathématiques appliquées,  connu notamment comme rédacteur en chef de l'Encyclopædia of Mathematics et pour son livre Formal groups and applications, paru en 1978.

## Biographie
Hazewinkel étudie à l'université d'Amsterdam. Il obtient le Bachelor of Arts (B. A.) en mathématiques et en physique en 1963, la maîtrise en mathématiques avec une mineure en philosophie en 1965 et le doctorat en 1969 sous la supervision de Frans Oort et Albert Menalda pour la thèse intitulée Extensions abéliennes maximales de corps locaux,.
Après l'obtention du diplôme, Hazewinkel travaille comme chercheur postdoctoral (post-doc) en 1969-1970 à l'Institut Steklov à Moscou. Il commence une carrière universitaire comme professeur adjoint à l'université d'Amsterdam en 1969. En 1970, il devient professeur agrégé à l'université Érasme de Rotterdam, où il est nommé professeur de mathématiques en 1972 à l'Institut économétrique. Ici, il est directeur de thèse de Roelof Stroeker (1975), M. van de Vel (1975), Jo Ritzen (1977), et Gerard van der Hoek (1980). En 1973 il séjourne à  l'université Harvard. De 1973 à 1975, il est également professeur à l'université d'Anvers, où Marcel van de Vel est son étudiant en thèse.
De 1982 à 1985, il est professeur extraordinaire à temps partiel en mathématiques à l'université Érasme de Rotterdam, et directeur à temps partiel du Département de mathématiques pures au Centrum voor Wiskunde en Informatica (CWI) à Amsterdam. En 1985, il est également professeur extraordinaire de mathématiques à l'université d'Utrecht, où il supervise les promotions de Frank Kouwenhoven (1986), Huib-Jan Imbens (1989), J. Scholma (1990) et F. Wainschtein (1992). En 1988, il devient professeur de mathématiques au Centrum voor Wiskunde en Informatica et directeur du département d'algèbre, analyse et géométrie jusqu'à sa retraite en 2008. En 1995, il est professeur invité à l'université Bordeaux I.

## Édition
Hazewinkel est directeur du comité de rédaction de la  revue Nieuw Archief voor Wiskunde depuis 1977; de Acta Applicandae Mathematicae depuis sa fondation en 1983,  et rédacteur en chef adjoint pour la revue Chaos, solitons et Fractales depuis 1991. Il était éditeur de la série de livres Mathematics and Its Applications pour Kluwer Academic Publishers en 1977;  de Mathematics and Geophysics pour Reidel Publishing en 1981; de Encyclopædia of Mathematics pour Kluwer Academic Publishers de 1987 à 1994; et du Handbook of Algebra en 9 volumes pour Elsevier Science Publishers en 1995.

## Publications
Hazewinkel est auteur et ou éditeur de plusieurs livres et de nombreux articles. Parmi les livres, il y a :
- 1970. Géométrie algébrique-généralités-groupes commutatifs. avec Michel Demazure et Pierre Gabriel. Masson & Cie.
- 1976. On invariants, canonical forms and moduli for linear, constant, finite dimensional, dynamical systems, avec  Rudolf Kalman. Springer Berlin Heidelberg.
- 1978. Formal groups and applications.
- 1993. Encyclopaedia of Mathematics (éditeur). Springer.